# Jour de l'Armée (Inde)
La journée de l'armée est célébrée le 15 janvier de chaque année en Inde, en reconnaissance du fait que le maréchal Kodandera M. Cariappa (alors lieutenant général) a succédé en tant que premier commandant en chef de l'armée indienne au général Francis Roy Bucher, le dernier commandant en chef britannique de l'Inde, le 15 janvier 1949,. La journée est célébrée sous forme de défilés et autres spectacles militaires dans la capitale nationale New Delhi ainsi que dans tous les quartiers généraux. Le 15 janvier 2022, l'Inde a célébré sa 74e Journée de l'armée indienne à New Delhi,. La Journée de l'armée rend hommage aux soldats qui ont sacrifié leur vie pour protéger le pays et ses citoyens.
Bien que des célébrations aient lieu à travers le pays, le défilé principal de la Journée de l'armée se déroule sur le terrain de parade de Cariappa dans le cantonnement de Delhi. Des prix de bravoure et des médailles Sena sont également décernés ce jour-là. En 2020, 15 soldats ont reçu des prix de bravoure. Les lauréats Param Vir Chakra et Ashoka Chakra participent chaque année au défilé de la Journée de l'Armée,. Du matériel militaire, de nombreux contingents et une démonstration de combat font partie du défilé. En 2020, le capitaine Tania Shergill est devenue la première femme officier à commander un défilé de la Journée de l'armée,.